# Giuseppina Grassini

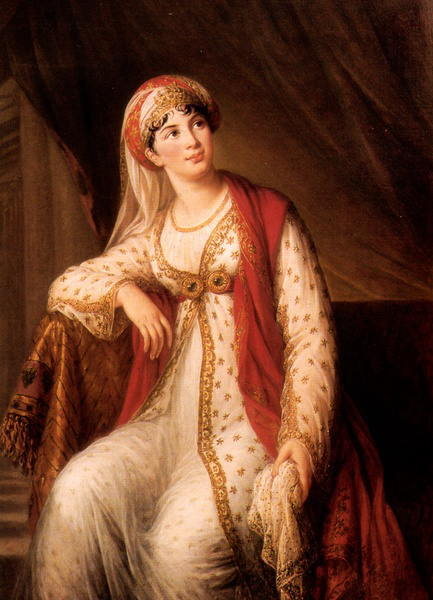
Élisabeth Vigée-Lebrun: Giuseppina Grassini in ihrer Rolle als Zaïra (1805)

Giuseppina Maria Camilla Grassini, auch Giuseppa Grassini, Josephina Grassini und Joséphine Grassini (* 8. April 1773 in Varese; † 3. Januar 1850 in Mailand), war eine italienische Opernsängerin in der Stimmlage Alt. Sie gehörte um 1800 zu den größten Interpretinnen im ernsten Fach und feierte Erfolge in Mailand, Venedig, Neapel, Paris und London. Bedeutende Komponisten ihrer Zeit schrieben Opern eigens für sie. In einem dieser Werke, Giulietta e Romeo von Niccolò Zingarelli, sang Giuseppina Grassini wiederholt an der Seite des Kastratensoprans Girolamo Crescentini, der zeitweise auch als ihr Lehrer fungierte. Zu den übrigen Komponisten, mit denen sie eng zusammenarbeitete, zählen vor allem Domenico Cimarosa, Peter von Winter, Ferdinando Paër und Luigi Cherubini.
Die wegen ihrer Schönheit bewunderte Künstlerin überzeugte nicht nur mit ihrer gutausgebildeten, flexiblen Stimme, sondern auch durch ihr großes schauspielerisches Talent. Sie ging Beziehungen zu Napoleon Bonaparte und zu dessen Feind, dem Herzog von Wellington, ein. Mehrere Schriftsteller verarbeiteten ihre Begegnungen mit Giuseppina Grassini in literarischen Werken.

## Leben

### Erste Jahre
Giuseppina Grassini wuchs in bescheidenen, aber nicht ärmlichen Verhältnissen als jüngstes von 18 Kindern auf. Ihr Vater Antonio Grassini arbeitete als Buchhalter im Kloster Madonna del Sacro Monte. Ihre Mutter Isabella Luini, eine Amateurviolinistin, gab an, in direkter Linie vom bekannten Leonardo-Schüler Bernardino Luini abzustammen. Sie sorgte für Giuseppinas erste musikalische Ausbildung, die der in Varese tätige Organist Domenico Zucchinetti unterstützte. Anfangs gestaltete Giuseppina mit ihrem Gesang den Gottesdienst in der Basilika San Vittore aus, ehe der Chorleiter der Kirche den Eltern empfahl, ihre talentierte Tochter zur weiteren Schulung nach Mailand zu geben. Die Mutter, eine gläubige Katholikin, sah die Zukunft Giuseppinas in der Kirchenmusik und stimmte dem Plan nur unter großen Zweifeln zu. Unter der Obhut des Mailänder Fürsten Belgiojoso setzte Giuseppina ihre Studien schließlich bei dem jungen Komponisten Antonio Secchi fort, der später als Professor am Konservatorium der Stadt wirkte.
Im jungen Alter von 16 Jahren debütierte Giuseppina Grassini 1789 in Parma als Donna Florida in Pietro Alessandro Guglielmis La pastorella nobile. Kurz darauf schlossen sich bereits Aufführungen an der Mailänder Scala in komischen Opern von Giovanni Paisiello, Antonio Salieri und erneut Guglielmi an. Diese Auftritte verliefen jedoch nicht zur Zufriedenheit der ehrgeizigen Sängerin, weshalb sie sich entschloss, ihre Ausbildung zu verfeinern und in das ernste Fach der Opera seria zu wechseln.

### Erfolge in Italien

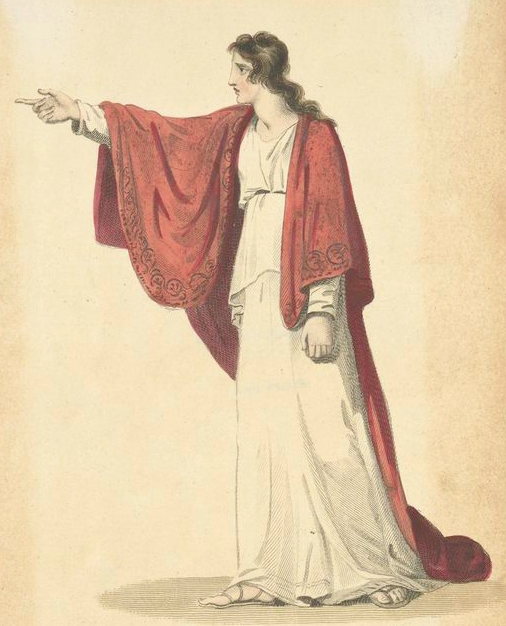
Giuseppina Grassini in Gli Orazi e i Curiazi (1796)

Nach Abstechern unter anderem nach Vicenza und Venedig kehrte Giuseppina Grassini im Winter 1793/94 an die Scala zurück, wo sie in Niccolò Zingarellis Artaserse (an der Seite von Luigi Marchesi) und Marcos Portugals Demofoonte die Gunst des Publikums nun triumphal gewann. Weitere erfolgreiche Uraufführungen an verschiedenen norditalienischen Opernhäusern gaben ihrer Karriere zusätzlichen Auftrieb.
Einige Jahre darauf war ihre Reputation bereits so sehr gefestigt, dass Zingarelli die Titelpartie der Giulietta in seiner Oper Giulietta e Romeo (Premiere am 30. Januar 1796) ausdrücklich für sie komponierte. Sie sang hier an der Seite des berühmten Kastratensoprans und Komponisten Girolamo Crescentini, der zu dieser Zeit auch als ihr Lehrer fungierte und ihre weitere Karriere entscheidend prägte. In dieser Rolle, die jahrzehntelang in Giuseppina Grassinis Repertoire blieb, war sie auch in Reggio nell’Emilia und am kurz zuvor eröffneten Teatro La Fenice in Venedig zu hören. Eine weitere Premiere in der Karnevalssaison 1796/97 am La Fenice, Gli Orazi e i Curiazi von Domenico Cimarosa, brachte sie erneut mit Crescentini zusammen. Die Oper hatte der Komponist ganz auf das hervorragend harmonierende Duo zugeschnitten; ihre Stimmen auf der Bühne waren, so urteilte ein Kritiker, „von der lebhaftesten Glut der Zärtlichkeit gefärbt“.

### Napoléon Bonaparte
Anlässlich der Hochzeit des Thronfolgers Francesco di Borbone mit der Erzherzogin Maria Klementine von Österreich trat Giuseppina Grassini im Juni 1797 zum ersten Mal im Teatro San Carlo in Neapel auf. Sie sang dort die Titelrolle der Artemisia regina di Caria in Cimarosas gleichnamiger Oper. Während ihrer Tage in Neapel, die sie später zu den glücklichsten ihres Lebens zählte, ging sie eine Liaison mit dem englischen Prinzen Augustus Frederick von Sussex ein. In der Zwischenzeit hatten, nach der Schlacht bei Lodi (Mai 1797), französische Truppen unter dem jungen General Napoléon Bonaparte Mailand eingenommen. Zu dieser Zeit war es bereits zu einer ersten kurzen Begegnung zwischen La Grassini, wie sie inzwischen genannt wurde, und Bonaparte gekommen. Die Sängerin war in das Quartier des Generals in Mombello nördlich von Mailand gebeten worden, um dort ein Konzert zu geben. Zum ersten Mal in der Scala erlebte Bonaparte sie im Vorfeld der entscheidenden Schlacht gegen die Österreicher bei Marengo, als sie am 4. Juni 1800 die Titelrolle in Gaetano Andreozzis Oper La vergine del sole interpretierte. Anschließend lud Bonaparte die Künstlerin in seine Privatgemächer ein, und es entwickelte sich eine Beziehung. Der General, dem überall im Land als „Befreier Italiens“ gehuldigt wurde, nahm Giuseppina Grassini mit nach Paris – „als eine der schönsten Trophäen seines Sieges“, wie es der Kritiker Paul Scudo formulierte. Unmittelbar nach ihrer Ankunft trat sie am 14. Juli 1800, dem Jahrestag der Bastille-Erstürmung, im Invalidendom auf.
Dem Polizeiminister Joseph Fouché zufolge stattete Bonaparte sie mit einem kleinen Haus an der Rue de Caumartin und einem üppigen Einkommen aus. Der Sänger Pierre-Jean Garat führte sie in die vornehmsten Kreise ein, wo sie unter anderem den Violinisten und Komponisten Pierre Rode kennenlernte. Zwischen den beiden Musikern bahnte sich in aller Öffentlichkeit, also auch vor den Augen des eifersüchtigen Bonaparte, eine Romanze an. Als Giuseppina Grassini Paris Ende 1801 verließ, geschah dies nach Angaben Fouchés auf den Druck Bonapartes hin, der zuvor noch vergeblich versucht hatte, Grassini durch eine drastische Reduzierung ihres Salärs gefügig zu machen. Eher wahrscheinlich ist jedoch, dass sie freiwillig ausreiste, denn die willensstarke Sängerin, der auch Fouché „etwas Männliches“ im Charakter attestierte, hielt Paris offenbar nicht mehr für den idealen Standort ihrer weiteren Karriere. Sie hatte schon im August 1800 – nur wenige Wochen nach ihrer Ankunft in Paris – Bonaparte vorgeschlagen, in einem nicht mehr genutzten Theatergebäude in der Rue de la Victoire eine Opéra italien zu errichten, der sie als Intendantin vorstehen wollte. Sie hatte präzise Recherchen angestellt und die jährlichen Mietkosten auf 40.000 Francs veranschlagt – nach ihren Berechnungen knapp ein Zwölftel dessen, was die Opéra français verschlang. Bonaparte ging auf das Ansinnen nicht ein und erlaubte später Marguerite Brunet, einer erfahrenen Theaterdirektorin, am selben Ort die Eröffnung des Théâtre-Olympique, an dem italienische Opern gespielt wurden. Giuseppina Grassini, die in Paris nur sehr wenige Konzerte in der Öffentlichkeit geben konnte – bei großem Erfolg –, sah nach dem Scheitern ihrer Theaterpläne keine Möglichkeit mehr, in der französischen Hauptstadt regelmäßig aufzutreten.
Begleitet von Rode, begab sich Giuseppina Grassini im Herbst 1801 zunächst auf eine Konzertreise in die Niederlande und nach Deutschland, wo sie mit großem Erfolg in Berlin und München gastierte. Um den Jahreswechsel war sie in Opern von Andreozzi und Nasolini in Genua zu hören. Aufführungen in Triest, Bergamo und Padua schlossen sich an. Rode, der einige Jahre später der Sängerin sein Violinkonzert Nr. 8 widmen sollte, war inzwischen nach Paris zurückgekehrt, um dort seine Beschäftigung als Professor am Konservatorium fortzusetzen.

### London

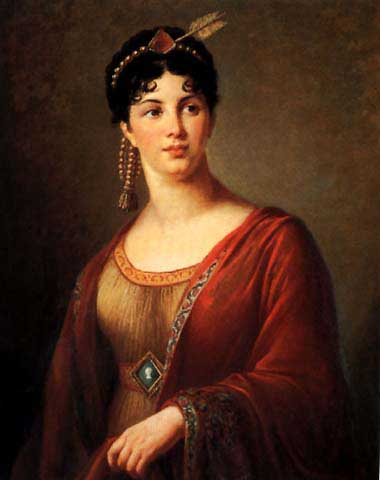
Élisabeth Vigée-Lebrun: Giuseppina Grassini in London (1803)

Wie viele Sängerinnen und Sänger ihrer Generation entschied sich Grassini 1803 dazu, nach London umzusiedeln, wo sie ihren früheren Liebhaber Augustus Frederick von Sussex wiedersah und auch die Bekanntschaft des Herzogs von Wellington machte. Sie debütierte am King’s Theatre in einer weiteren Inszenierung von La vergine del sole, einem ihr seit langem wohlvertrauten Werk. Grassini ersetzte dabei Brigida Banti, die sich im Herbst ihrer Karriere befand. Allerdings war ihr nicht sofort der gewohnte Erfolg beschieden, denn das Londoner Publikum hielt Elizabeth Billington, die nach längeren Reisen 1801 in ihre Geburtsstadt London zurückgekehrt war, für die talentiertere Sängerin.
Erst im Mai 1804 drehte sich das Blatt zu ihren Gunsten, als sie Elizabeth Billington aufforderte, gemeinsam mit ihr in ihrer Benefizvorstellung aufzutreten. Zu diesem Anlass hatte Peter von Winter die Oper Il ratto di Proserpina komponiert. Das Publikum erlebte die Premiere als regelrechten Wettkampf der Sängerinnen – zeitgenössische Kritiker sprachen von einem „Schlachtfeld“ auf der Bühne. Am Ende gab es keinen Zweifel, dass Grassini den Sieg davongetragen hatte. Sie wiederholte ihren Erfolg in einer weiteren Arbeit von Winter, Zaira. Vorstellungen mit Giuseppina Grassini galten fortan als gesellschaftliche Ereignisse, die nicht zu verpassen waren. Viel Aufmerksamkeit von Presse und Publikum erhielt ein als „grand scene“ angekündigter Auftritt Grassinis am Ende einer weiteren Benefizvorstellung im Sommer 1805, als sie zu neukomponierter Musik von Zingarelli in der Rolle der Andromache den Tod ihres Ehemannes Hektor betrauerte.
Zu den Bewunderern Grassinis in London – nicht nur an diesem Abend – zählten auch mehrere Schriftsteller, die ihre Begegnungen mit der Sängerin in literarischen Texten zum Ausdruck brachten (vgl. Abschnitt Literarische Rezeption). Während ihres Aufenthaltes in England gewann Grassini die Freundschaft von Élisabeth Vigée-Lebrun, die in ganz Europa als Porträtmalerin geschätzt war und auch drei Ölgemälde von ihr anfertigte.

### Erneut Paris
1806 rief Napoléon Bonaparte, der nunmehr Kaiser war und nach der Schlacht bei Jena und Auerstedt große Teile Europas kontrollierte, die von ihm immer noch verehrte Sängerin nach Paris zurück. Hier soll sie für eine Reihe von Hofkonzerten ein „beispielloses“ Jahressalär von 36.000 Francs erhalten haben, zu dem sich Gratifikationen in Höhe von weiteren 15.000 Francs und eine Pension addierten. Napoléon ernannte sie zur Première cantatrice de Sa Majesté l’Empereur et Roi (Ersten Sängerin seiner Majestät des Kaisers und Königs) und verlieh ihr außerdem den Titel einer Comtesse, also Gräfin, so dass sie keiner Hofdame untergeordnet war. Auch ihr alter Lehrer aus Italien, Girolamo Crescentini, war nun an den Hof Napoléons gebunden. Er wurde ebenfalls mit einem stattlichen Gehalt ausgestattet, verdiente bemerkenswerterweise mit 30.000 Francs jedoch etwas weniger Geld als Giuseppina Grassini. Eine Klausel ihres Vertrages untersagte es beiden Sängern, außerhalb des Hofes aufzutreten. Der Kaiser behielt es sich vor, das Talent der von ihm beschäftigten Musiker allein zu genießen oder das Konzerterlebnis handverlesenen Gästen des Hofes zu gönnen.
Wenn Giuseppina Grassini im Tuilerien-Palast sang, geschah dies meistens in der Galerie de Diane, einem langgezogenen und schmalen Saal, in dem eine kühle Atmosphäre herrschte. Einzig Napoléon selbst und seine Frau, Kaiserin Joséphine, nahmen in Fauteuils Platz, während den anwesenden Hofdamen unbequeme Hocker zugewiesen wurden und Herren sogar stehen mussten. Der Applaus, der erst nach einem Signal des Kaisers einsetzen durfte, war spärlich und nie enthusiastisch. Möglicherweise bewegten diese Umstände Grassini nach kurzer Zeit dazu, ein neues Engagement in London anzunehmen, einer Stadt, die sie als gefeierte Diva verlassen hatte. Napoléon persönlich sorgte jedoch dafür, dass ihr Ausreisepapiere verweigert wurden, so dass sie in Paris verblieb. Nur gelegentliche Reisen, zum Beispiel nach Amsterdam oder in ihre italienische Heimat, wurden ihr gestattet.
Im Jahr ihrer Rückkehr nach Paris, 1806, heiratete Grassini von der Öffentlichkeit völlig unbemerkt den zwölf Jahre jüngeren italienischen Offizier Cesare Ragani. Grassinis Biograf Arthur Pougin nennt ihren Mann „exemplarisch unsichtbar“; über ihn und die Ehe ist so gut wie nichts bekannt. Verbürgt ist, dass Ragani der Ehrengarde von Napoléon angehörte und ab 1808 am Spanienfeldzug unter General Pino teilnahm. Auch folgte er Napoléon Richtung Osten nach Russland, wo er die verlustreiche Schlacht an der Beresina überlebte. Die häufige Abwesenheit Raganis ließ ein eheliches Zusammenleben kaum zu. Doch auch nach dem Ende der Napoleonischen Kriege wohnte das Paar offenbar immer nur zeitweise zusammen, so dass die Ehe für die damalige Zeit einen unkonventionellen Charakter annahm.
Zu Beginn des Jahres 1808 wurde nach langem Umbau das hofeigene Théâtre des Tuileries wiedereröffnet, das mit einem Proszenium und Logen ausgestattet war und den Hofkonzerten einen etwas feierlicheren Rahmen gab. Hier trat Giuseppina Grassini in mehreren Werken des Komponisten Ferdinando Paër auf, den der Kaiser bereits 1806 in Dresden schätzen gelernt und gegen dessen Zögern regelrecht nach Paris abkommandiert hatte. Mit Grassini in der Titelrolle wurde im Februar 1809 unter anderem die Oper Cleopatra uraufgeführt, außerdem eine Kantate unter dem Titel Heloïse et Abélard. Auch in der Premiere von Luigi Cherubinis Pimmalione (November 1809), die vor dem Hintergrund der Scheidung Napoléons von Joséphine stattfand, glänzte sie. In der Zwischenzeit sang sie an der Seite von Crescentini mehrmals ihre Paraderolle der Giulietta in Zingarellis Giulietta e Romeo. Um Napoléon zu gefallen, wählte sie für eine Aufführung am 18. Januar 1810, als der Kaiser persönlich anwesend war, eine weitere Lieblingspartie aus ihrem Repertoire, die Orazia in Cimarosas Gli Orazi e i Curiazi. Einige Wochen später, am 24. März 1810, gab sie in Compiègne ein Konzert für Napoléon und seine frisch angetraute zweite Frau Marie-Louise, die bei dieser Gelegenheit der französischen Öffentlichkeit vorgestellt wurde. Ausgerechnet an diesem Tag war die Stimme Grassinis jedoch indisponiert, was Napoléon verärgerte.
Einen letzten großen Triumph in den Tuilerien erlebte Giuseppina Grassini 1811 mit der Aufführung eines weiteren Paër-Werkes, Didone abbandonata, zu dem der bekannte Choreograf Pierre Gardel Ballettszenen beigesteuert hatte. Danach begann Napoléon, sich nach jüngeren Sängerinnen umzusehen, was dazu führte, dass sie kaum noch auftrat. Das Karriereende von Crescentini und der unerwartet frühe Tod ihrer Kollegin Marianna Barilli setzten ihr ebenfalls zu. In Ferdinando Paër hatte sie trotz gelegentlicher Differenzen einen treuen Fürsprecher, der wenigstens gelegentlich dafür sorgen konnte, dass sie auf der Bühne stand. So war es seiner Initiative zu verdanken, dass Giuseppina Grassini am 6. November 1813 zum ersten Mal nach vielen Jahren wieder auf einer öffentlichen Bühne vor großem Publikum sang. Paër zeichnete für das inzwischen fest etablierte und im Odéon beheimatete Théâtre-Italien verantwortlich, das zu dieser Zeit in finanziellen Schwierigkeiten steckte. Der umjubelte Auftritt von Grassini auf dieser Bühne (wieder als Orazia) diente beiden: der Sängerin und dem Theater. Der Erfolg ließ sich jedoch nicht wiederholen. Als sie drei Wochen darauf am Odéon die Cleopatra verkörperte, reagierte die Kritik ungewohnt kühl und reserviert.

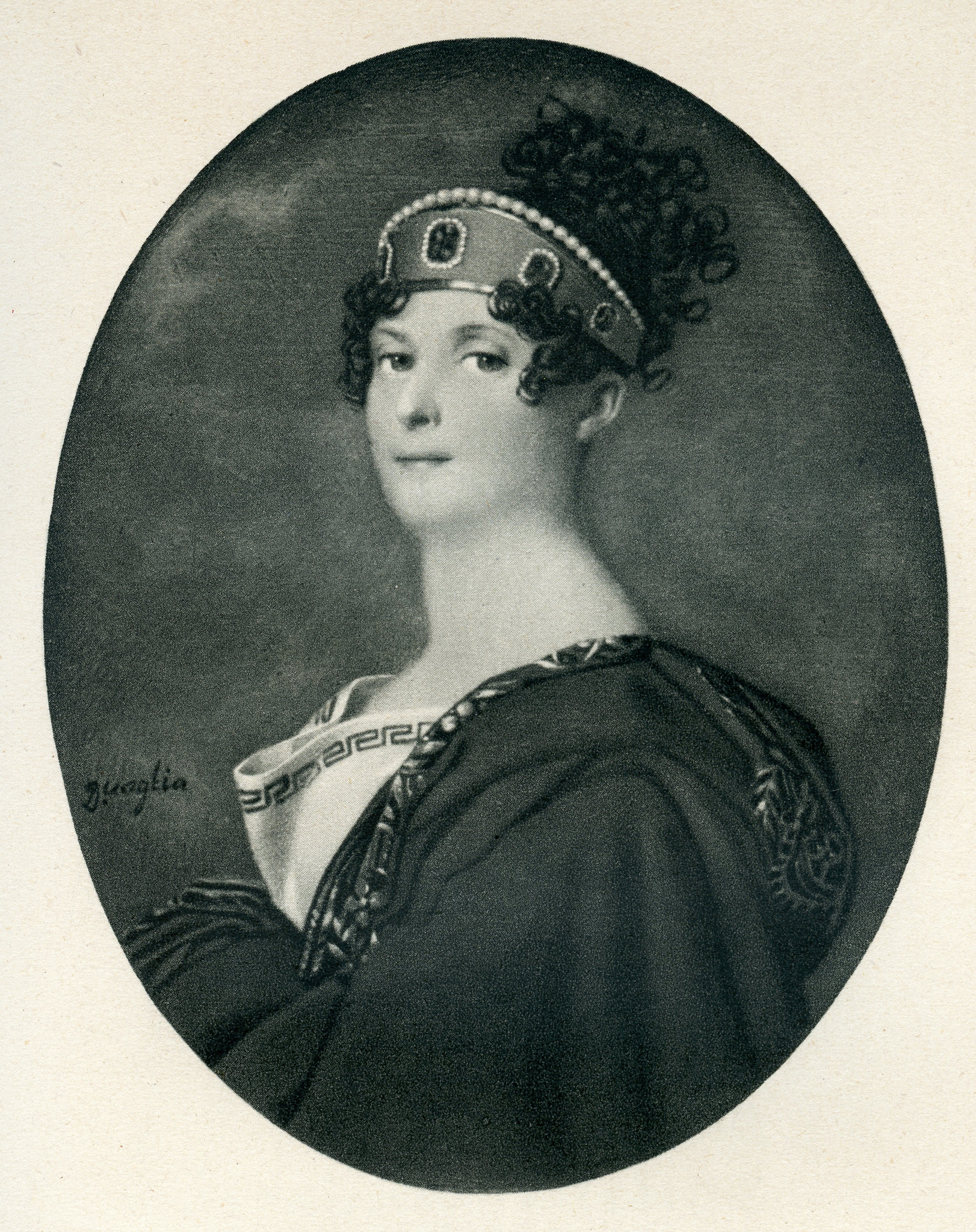
Ferdinando Quaglia: Giuseppina Grassini als Dido in der Oper von Paër, (ca. 1811; Miniaturbild auf Elfenbein)

Parallel hatte Napoléon nach der Völkerschlacht bei Leipzig seine Vormachtstellung in Europa verloren. Die antinapoleonische Allianz rückte näher und nahm im März 1814 Paris ein. Nachdem Napoléon zur Abdankung und Abreise ins Exil nach Elba gezwungen worden war, übernahm das Familienoberhaupt der Bourbonen als Ludwig XVIII. die Tuilerien. Giuseppina Grassini verließ in diesen Wochen der Umwälzung die Stadt und verbrachte den Sommer 1814 in London, wo sie am King’s Theatre einige Male die Dido von Paër sang. Sie nutzte den Aufenthalt, um ihre guten Kontakte zum Herzog von Wellington zu vertiefen, der schon an der spanischen Front Napoléons Kontrahent gewesen war und den Kaiser bei Waterloo entscheidend schlagen sollte. Die allmählich enge Liaison mit dem Herzog, die Grassini keineswegs vor der Öffentlichkeit verbarg, setzte sich in Paris fort. Das Verhältnis rief in der französischen Hauptstadt ungläubiges Staunen und Entsetzen hervor, endete jedoch, als Wellington im Januar 1815 zum Wiener Kongress gerufen wurde.

### Letzte Jahre
Nach dem kurzen Intermezzo von Napoléons Herrschaft der Hundert Tage und seiner endgültigen Verbannung zog Giuseppina Grassini vorübergehend in ihr Heimatland, wo sie im April 1817 zwei vielbeachtete Konzerte an der Scala in Mailand gab. Begleitet wurde sie dabei von einer ihrer Schwestern, einer Signora Grassini-Trivulzi, die nach zeitgenössischem Urteil ebenfalls über eine schöne Singstimme verfügte, aber nur bei dieser einen Gelegenheit, zusammen mit Giuseppina, auftrat. Kurz darauf erlebte der französische Schriftsteller Stendhal, ein Liebhaber und Kenner der Oper, ein Konzert Grassinis in ihrer Heimatstadt Varese. Er war überwältigt von dem Respekt, der der Sängerin entgegenschlug und erfreute sich auch an ihrer Kunst: „On pleure, et le cœur applaudit“ (etwa: Wir weinen, und unser Herz applaudiert).
In den nächsten Jahren begegnete Giuseppina Grassini mehrfach überragenden neuen Talenten, die sie an den Beginn ihrer eigenen Karriere erinnerten. 1819 trat sie in Brescia zusammen mit der jungen, aufstrebenden Sopranistin Giuditta Pasta auf, deren Gesangskunst kurz darauf in ganz Europa nachgefragt war. In Nasolinis La morte di Cleopatra sangen die beiden Sängerinnen im Duett. Zeitweise unterrichtete die erfahrene Altistin ihre junge Kollegin, die sie bereits 1820 in Padua wiedersah. Am dortigen Teatro Nuovo war Grassini letztmalig an einer Uraufführung beteiligt. Ferdinando Orlandis Oper Fedra, in der sie die Titelpartie sang, fiel allerdings beim Publikum durch. 1822 wurde Grassini an das Hoftheater in München verpflichtet, um dort in einer ihrer Glanzrollen, als Orazia in Gli Orazi e i Curiazi, zu gastieren. Da zu der Zeit kein Kastratensopran als Bühnenpartner für sie zur Verfügung stand, vertraute die Theaterleitung die Rolle des Curiazio der damals noch sehr jungen Münchner Choristin Nanette Schechner an. Grassini genehmigte die nicht unumstrittene Wahl, die im Ensemble des Hoftheaters viel Neid hervorrief. In Anwesenheit der musikbegeisterten bayerischen Königin Karoline bewältigte Schechner ihre Aufgabe jedoch mit Bravour und wurde für ihre Leistung auch von Grassini sehr gelobt. Der Abend bildete den Auftakt zu Schechners großer Karriere. Im weiteren Verlauf des Jahres, 1822, trat Giuseppina Grassini in Triest und kurz darauf in Florenz auf. Dort stand sie im Frühjahr 1823 als Cleopatra (nun wieder in der Oper Paërs) zum letzten Mal auf einer öffentlichen Bühne.
Anschließend zog sie es vor, sich nicht dauerhaft in Bologna niederzulassen, wo zu dieser Zeit ihr Mann wohnte, sondern nach Paris zurückzukehren, wo sie noch viele Freunde und Bewunderer hatte. Sie wurde regelmäßig in die Salons der Aristokratie eingeladen und gab für ihre Gastgeber, zu denen Lucien Bonaparte, der Herzog von Choiseul, der General Berthier und eine Prinzessin Wolkonski zählten, gerne Ständchen aus ihrem Repertoire. An ihrer alten Wirkungsstätte betätigte sie sich auch als Gesangslehrerin für ihre Nichten Giuditta und Giulia Grisi, die selbst hervorragende Sängerinnen wurden.
Den letzten Abschnitt ihres Lebens verbrachte sie überwiegend in Mailand, wo sie in der Casa Arese am Largo San Babila eine Mietwohnung bezog. Hier empfing sie zu fachlichen Gesprächen unter anderem die Komponisten Gioachino Rossini und Vincenzo Bellini. Die Straßenkämpfe im Revolutionsjahr 1848 beobachtete sie von ihren Fenstern aus; dabei wurde eine in ihrem Besitz befindliche Kutsche, mit der sie zwischen Mailand und Paris verkehrte, zur Verstärkung der Barrikaden verwendet und schließlich zerstört. Am 3. Januar 1850 starb sie in ihrer Wohnung.
Giuseppina Grassini hinterließ ein bedeutendes Vermögen, das sie größtenteils an ihre Nichten, weitere Familienmitglieder und an Bedienstete vererbte. Ihren Mann Cesare Ragani bedachte sie mit einer Summe, die jährlich 4000 Francs Rendite abwarf (was nur knapp unterhalb der von einer Spitzensängerin wie Wilhelmine Schröder-Devrient ausgehandelten Pension lag). Ein Miniaturbild auf Elfenbeinplatte des Malers Ferdinando Quaglia, das ursprünglich von Napoléon persönlich in Auftrag gegeben worden war und 1911 vom Museum der Scala für den beachtlichen Preis von 50.000 Francs erworben wurde, vermachte sie guten Freunden. 2000 Lire erübrigte sie für Bedürftige in Varese. Beigesetzt wurde Giuseppina Grassini auf dem Cimitero di San Gregorio in Mailand. Nach der Auflösung des Friedhofs im Jahr 1883 befindet sich ihr Grab auf dem Cimitero Monumentale.

## Stimme und Bedeutung

### Künstlerische Merkmale

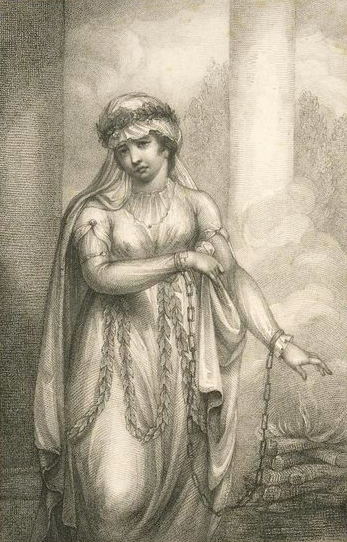
Andrea Freschi: Giuseppina Grassini in La vergine del sole (Jahr unbekannt)

Giuseppina Grassini gehörte zu den bedeutendsten Opernsängerinnen des endenden 18. und beginnenden 19. Jahrhunderts (der Epoche unmittelbar vor Rossini) und wurde als „prima donna seria Europas“, also als Primadonna des ernsten Faches auf den europäischen Bühnen, beschrieben. Kaum 20 Jahre alt, wurde sie schon großen Sängerinnen wie Brigida Banti an die Seite gestellt. Sie galt Kritikern bereits zu dieser Zeit als „zehnte Muse“.
Gewöhnlich als Altistin kategorisiert, lag ihre Tessitur eher im tieferen Mezzosopran-Bereich und verfügte über ein starkes Timbre, eine große Klangfülle und Flexibilität. So bezeichnete die Komponistin Sophie de Bawr Grassinis Stimme als einen „prächtigen Alt, dem ein unermüdlicher Fleiß einige sehr schöne hohe Töne hinzugefügt hatte“. Ähnlich schrieb auch François-Joseph Fétis: „Ihrer Stimme, einem kräftigen Alt von großer Ausdruckskraft, mangelte es nicht an Ausdehnung in die höheren Tonsphären, und ihre Vokalisation hatte eine Leichtigkeit, eine sehr seltene Qualität bei stark timbrierten Stimmen.“ Dagegen behauptete der Musikkenner Richard Edgcumbe – ein vielleicht nicht ganz unvoreingenommener Parteigänger der Sopranistin Elizabeth Billington – Grassinis Stimmumfang hätte sich in ihrer Londoner Zeit auf nicht viel mehr als eine Oktave reduziert.
Die Stimme Grassinis wurde immer wieder als im Sinne des Belcanto hervorragend ausgebildet beschrieben, laut Fétis war sie „über den ganzen Umfang ebenmäßig und rein“, und er lobte „ihre schöne und freie Tonemission“ und „ihren großen Stil der Phrasierung“. Sophie de Bawr hob die Breite ihrer Tonqualität, die Reinheit ihrer Aussprache und ihre ausdrucksvolle Deklamation in den Rezitativen hervor, wie sie den Stilidealen einer von Bawr als „école grandiose“ (großartige Schule) bezeichneten Tradition entsprachen, welche Grassini insbesondere durch ihren Lehrer und Bühnenpartner Crescentini vermittelt bekam und die (laut Bawr) schon einige Jahrzehnte später „perdue“ (verloren) war. Der erfahrene Crescentini soll seine Schülerin dabei vor übermäßigen Verzierungen im Vokalvortrag gewarnt haben, wie sie italienische Sänger zu dieser Zeit gerne einsetzten.

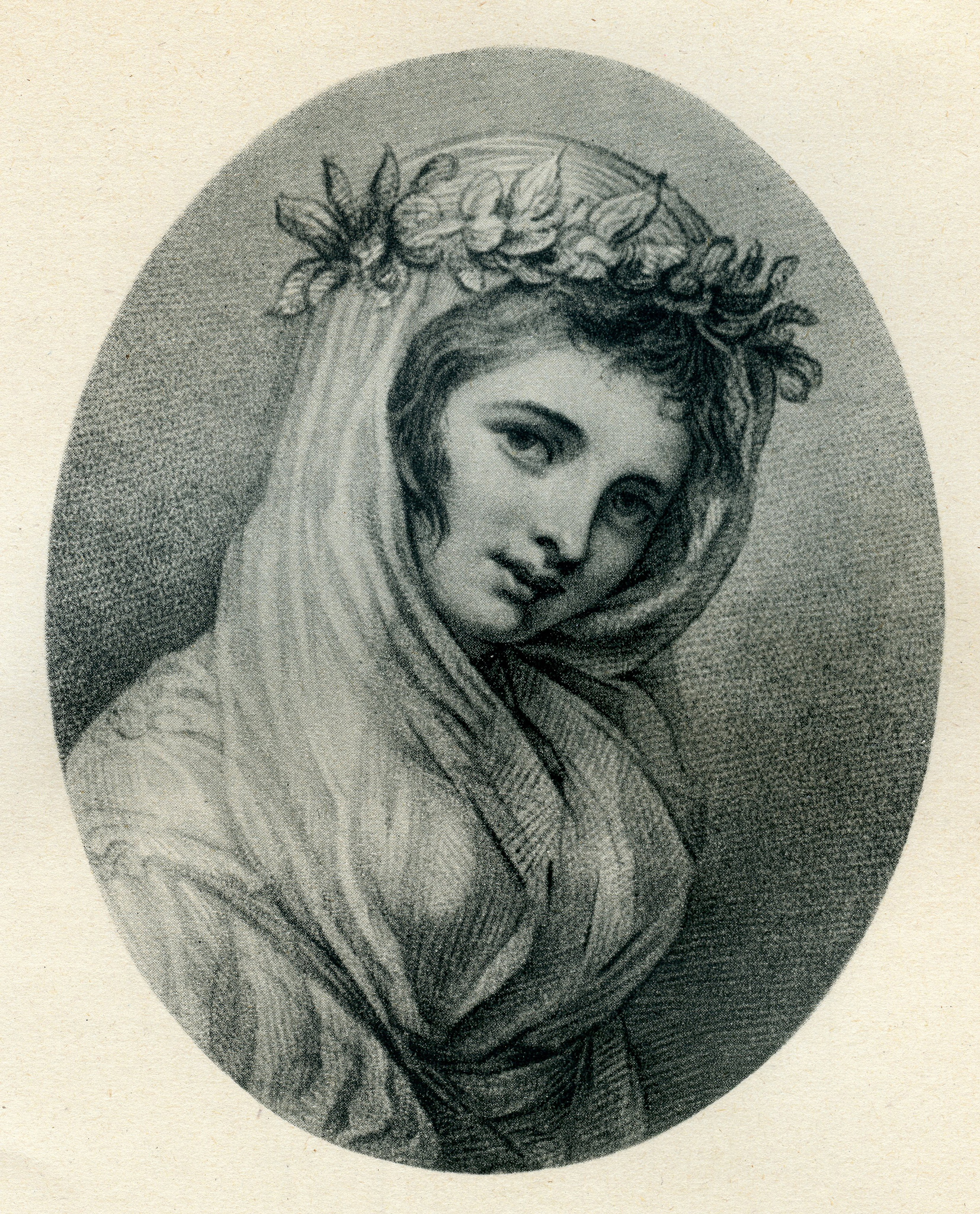
P. Condé, Giuseppina Grassini, nach 1800 (genaues Jahr unbekannt)

Ihre Gesangstechnik verband sie mit einer großen Bühnenpräsenz und Ausdruckskraft, wobei die an ihr immer wieder bewunderte physische Schönheit und die natürliche Grazie ihrer Bewegungen ihr sehr entgegenkamen. An fast jedem Ort ihrer Karriere wurde hervorgehoben, wie sich Stimme, Körperlichkeit und theatraler Vortrag bei ihr gegenseitig bereicherten und ein Spiel von großer Glaubwürdigkeit entfalteten. Der französische Dramatiker Antoine-Vincent Arnault bemerkte in seinen Memoiren über ihre Auftritte in Neapel: „Diese Sängerin, die noch keine zwanzig Jahre alt war, vereinigte mit einem herrlichen Alt die geschmeidigste Figur, die edelste und eleganteste Statur. […] Was sie repräsentierte, war sie. Für sie schienen die romantischsten Leidenschaften natürlich, und Fiktionen wurden zu Realitäten.“ Edgcumbe, ein Zeuge des Londoner Wettkampfes zwischen Elizabeth Billington und Giuseppina Grassini, schrieb, dass Billington ihr stimmlich überlegen gewesen sei, das Publikum jedoch Grassini aufgrund ihrer schauspielerischen Leistung bevorzugt habe. Auch andere Zeitzeugen wie Charles Bell urteilten, dass Giuseppina Grassini aus der Vereinigung von Musik und dramatischem Spiel ihre einzigartige Kraft bezogen habe: „Sie starb auf der Bühne, ohne jemals lächerlich zu sein.“
Nach Einschätzung der Comtesse de Boigne, die Grassini auf den Festen der Londoner Gesellschaft kennengelernt hatte, verursachten die Auftritte der italienischen Sängerin am King’s Theatre einen Stimmungsumschwung im Publikum. Alt-Stimmen seien so sehr in Mode gekommen, dass Sopranistinnen vorübergehend fast von der Bühne verschwanden.

### Literarische Rezeption
Zu den regelmäßigen Besuchern von Aufführungen mit Giuseppina Grassini in London gehörte der Dichter Thomas De Quincey, der der Sängerin in seinem Hauptwerk Bekenntnisse eines englischen Opiumessers einen prominenten Platz einräumte. De Quinceys Bekenntnisse gelten als erste literarische Darstellung selbst erlebter Rauschzustände. Der Genuss des Opiums versetzte ihn in eine euphorische Stimmung, die in vergleichbarer Weise nur der Gesang von Grassini hervorrufen konnte: „Ihre Stimme war für mich reizvoller als alles, was ich je zuvor gehört hatte.“ Insbesondere erfreute sich De Quincey an Grassinis Szene als trauernder Andromache. Er war überzeugt davon, dass nie „ein Türke, der jemals das Paradies der Opium-Esser betrat, auch nur halb so viel Freude empfand“ wie er selbst beim Erleben dieses Auftritts. In Zusammenhang mit De Quinceys Opernbesuchen in den Jahren 1804 und 1805 haben Literaturwissenschaftler den Kontext der Napoleonischen Kriege in Erinnerung gerufen. Das von Grassini evozierte Begehren, so eine These von Daniel O’Quinn, habe De Quincey das patriotische Nebenvergnügen eingetragen, Napoléon metaphorisch zu erobern, indem er in Besitz nahm, was zuvor der französische Feind in Händen hielt. Dazu habe insbesondere die Szene mit Andromache (eine Vertonung von Buch 24 der Ilias) vorzüglich gepasst, da Grassini in der Rolle der Frau des trojanischen Helden Hektor mit Schrecken erkenne, dass sie bald die Beute eines Anderen sein werde. De Quincey habe Hektor ohne große Mühe mit Napoléon identifizieren können. Darüber hinaus sei Grassini in London generell entweder als Opfer einer Vergewaltigung oder als Geliebte eines zum Tode verurteilten militärischen Helden (z. B. in La vergine del sole) besetzt worden. Das Publikum habe an einer Form der phantasmatischen Enteignung teilgenommen, in der Grassini Napoléon entrissen und als Objekt eines nationalen Begehrens wieder in Besitz genommen worden sei. Den Opernliebhabern in London war durch ständige Erinnerungen der Tagespresse wohlbekannt, dass Giuseppina Grassini eine Geliebte Napoléons war.
Der deutsche Romantiker Achim von Arnim, der sich ab 1804 in London aufhielt, lernte Giuseppina Grassini beim Maler Eduard Ströhling kennen und verliebte sich in sie. Seine Begegnung mit der Sängerin schlug sich in mehreren literarischen Texten nieder. In seiner lyrischen Arbeit Winter-Unruhe thematisierte Arnim die Unmöglichkeit einer Liebe bei zu großem Altersunterschied; der Vers „O, wäre früher ich geboren, oder später Du“ beschließt jede der vier Strophen. Die Germanistin Helene M. Kastinger Riley vertrat die Auffassung, dass die „Liebesverbindung mit der älteren Sängerin den thematischen Anstoß“ für das Gedicht aus dem Jahr 1804 gab. Für die schöne Titelheldin in Arnims Novelle Mistris Lee soll Giuseppina Grassini Modell gestanden haben. Eine weitaus größere Rolle spielt sie jedoch in den Romanzen unter dem Titel Nelson und Meduse, die Arnim 1809 seiner Sammlung Der Wintergarten beifügte. Erzählt wird hier vom Sängerinnenstreit zwischen Elizabeth Billington und Giuseppina Grassini mit dem Triumph für die Italienerin („Wie die bunten Schleier fallen / Tausend wilde Bravos schallen“). Grassini tritt allerdings nicht mit ihrem eigenen Namen, sondern als mythologische Figur Medusa auf. Am Ende der Vorstellung wird sie vom Augenzeugen Nelson, der ihr den Sieg im Gegensatz zu seinen zunächst hasserfüllten Landsleuten gönnt, regelrecht aus dem Theater entführt: „Durch die Reih galanter Leute / Trägt er seine schönste Beute“. Freunde des Dichters wie Clemens Brentano sahen in den Romanzen die Beziehung Arnims zu Grassini dargestellt; Arnim selbst gab zu, der Sängerin Blumen geschickt zu haben (was in den Versen thematisiert wird). Bemerkenswert ist, dass sich Arnim offensichtlich mit dem britischen Seehelden und Bonaparte-Feind Horatio Nelson identifiziert, der die Sängerin in den Romanzen als „Beute“ erobert. Erotisches und patriotisches Begehren gehen erneut – wie schon bei De Quincey – eine innige Verbindung ein. Noch deutlicher geht dies aus der privaten Korrespondenz Arnims hervor, der seinem Freund Brentano gegenüber von Grassini schwärmte und bemerkte: „[…] sie hat den kleinen Welteroberer Bonaparte in ihren Armen gehabt. Wenn sie ihn doch erstickt hätte!“
Stendhal befasste sich an mehreren Stellen seines Werkes mit Giuseppina Grassini, an die nach seinem Urteil nur Giuditta Pasta heranreichte. Pasta habe große Sänger wie Todi, Marchesi oder Crescentini nicht mehr hören können, doch Grassini habe ihrer jungen Kollegin diese große Ära während ihrer gemeinsamen Zeit in Brescia vermitteln können. Für Stendhal waren die beiden Ausnahmesängerinnen der Maßstab seiner Zeit. In der Musik konnte er sich nichts Schöneres vorstellen als ein Rezitativ, das „mit der Methode Grassinis und der Seele Pastas“ hervorgebracht wird.

## Premierenrollen
Grundlage dieser Übersicht sind die als lückenhaft geltenden Einträge im Informationssystem Corago der Universität Bologna und im L’Almanacco di Gherardo Casaglia. Die Angaben wurden mit der Sekundärliteratur abgeglichen und erweitert. Aufgeführt sind Rollen, die mit Giuseppina Grassini zur Uraufführung gebracht wurden. Erstaufführungen in einzelnen Städten oder an bestimmten Theatern sind nicht berücksichtigt.
| Komponist                  | Werk                           | Datum der Premiere | Ort     | Theater                            | Rolle      |
| -------------------------- | ------------------------------ | ------------------ | ------- | ---------------------------------- | ---------- |
| Marcos António Portugal    | Demofoonte                     | 8. Februar 1794    | Mailand | Teatro alla Scala                  | Dircea     |
| Sebastiano Nasolini        | Eurilla                        | 15. Mai 1794       | Venedig | Teatro San Benedetto               | Eurilla    |
| Sebastiano Nasolini        | Epponina                       | August 1794        | Bergamo | Teatro Riccardi                    | Epponina   |
| Johann Simon Mayr          | Temira e Aristo                | 13. Mai 1795       | Venedig | Teatro La Fenice                   | Temira     |
| Giuseppe Maria Curcio      | La presa di Granata            | Herbst 1795        | Livorno | Teatro degli Accademici Avvalorati | Zulema     |
| Giacomo Tritto             | Apelle e Campaspe              | 26. Dezember 1795  | Mailand | Teatro alla Scala                  | Campaspe   |
| Niccolò Antonio Zingarelli | Giulietta e Romeo              | 30. Januar 1796    | Mailand | Teatro alla Scala                  | Giulietta  |
| Gaetano Marinelli          | Issipile                       | 12. November 1796  | Venedig | Teatro La Fenice                   | Issipile   |
| Domenico Cimarosa          | Gli Orazi e i Curiazi          | 26. Dezember 1796  | Venedig | Teatro La Fenice                   | Orazia     |
| Johann Simon Mayr          | Telemaco nell’isola di Calipso | 11. Januar 1797    | Venedig | Teatro La Fenice                   | Calipso    |
| Domenico Cimarosa          | Artemisia, regina di Caria     | 12. Juni 1797      | Neapel  | Teatro San Carlo                   | Artemisia  |
| Giovanni Paisiello         | Le nozze di Silvio e Clori     | Juli 1797          | Neapel  | Accademia dei Cavalieri            | Clori      |
| Giuseppe Maria Curcio      | Zulema                         | 13. August 1797    | Neapel  | Teatro San Carlo                   | Zulema     |
| Marcos António Portugal    | Alceste                        | 26. Dezember 1798  | Venedig | Teatro La Fenice                   | Alceste    |
| Giuseppe Maria Curcio      | Argea                          | 31. Mai 1799       | Florenz | Teatro degli Intrepidi             | Argea      |
| Giuseppe Farinelli         | La pulcella di Rab             | Mai 1802           | Triest  | Teatro Nuovo                       | Jella      |
| Peter von Winter           | Il ratto di Proserpina         | 3. Mai 1804        | London  | King’s Theatre                     | Proserpina |
| Peter von Winter           | Zaira                          | 29. Januar 1805    | London  | King’s Theatre                     | Zaira      |
| Ferdinando Paër            | Cleopatra                      | 2. Februar 1809    | Paris   | Théâtre des Tuileries              | Cleopatra  |
| Ferdinando Paër            | Diana e Endimione              | August 1809        | Paris   | Théâtre des Tuileries              | Diana      |
| Luigi Cherubini            | Pimmalione                     | 30. November 1809  | Paris   | Théâtre des Tuileries              | Venus      |
| Ferdinando Paër            | Didone abbandonata             | 9. Juni 1811       | Paris   | Théâtre des Tuileries              | Dido       |
| Ferdinando Orlandi         | Fedra                          | 10. Juni 1820      | Padua   | Teatro Nuovo                       | Fedra      |